# Malene Bach
Malene Bach (født 4. juni 1967) som datter af Ella Juul Kjærulff og kunstmaler Ole Bach Sørensen er en dansk billedkunstner, uddannet fra Kunstakademiets Billedkunstskole i 1993.
Malene Bach arbejder især inden for feltet integreret kunst, forstået som kunstnerisk dekoration af rum og bygningsværker ved hjælp af farvesætning, ornamentik og æstetisk bearbejdning af funktionelle elementer. Malene Bach deltager jævnligt på udstillinger både i Danmark og i udlandet.

## Hæderslegater og priser
- Farveprisen[1] 2012 – for integreret kunstprojekt på Nørrebro Park Skole
- Anne Marie Telmányis Fond, hæderslegat
- Sven Hols Legat, uddelt af Akademiraadet, hædersgave
- Aage og Yelva Nimbs Fond, hæderspris
- Årets Bedste Bogarbejde 2009, af Forening for Boghaandværk, for MALENE BACH-EXTENDED COLOR
- Statens Kunstfond: arbejdslegater, rejselegat, toårige igangsætningsstipendier

## Repræsenteret i samlinger
Statens Kunstfond, Ny Carlsbergfondet, Novo Nordisk, Nykredit, Aabenraa Museum 

## Permanente kunstneriske udsmykninger
- 2010-12 Skodsborg Sundhedscenter. Integreret kunstprojekt.[2]. Samarbejde med Henning Larsen Architects
- 2010-12 Nørrebro Park Skole, København, integreret kunstprojekt.[3] Samarbejde med Nova5 arkitekter as for Københavns Kommune. Tildelt FARVEPRISEN 2012
- 2006-2003 Udsmykninger for Forsvarets Bygnings- og etablissementstjeneste:

Forsvarets Materieltjeneste, Ballerup.
Helikopterterminal, Grønnedal, Grønland.
Lufthavnsterminal Flyvestation Aalborg.
Karup Helikopterstation.
- 2002 Bord til foyeren i Kommunernes Landsforening. København

## Udstillinger, udvalg
- 2009 MALENE BACH – EXTENDED COLOR. Kunsthal Brænderigården, Viborg
- 2006 FARVESKRIGET. Med Olivia Holm-Møller. Gl. Holtegaard, Søllerød
- 2003 Puzzle Parade. White Box, New York, USA
- 2002 Moving. Overgaden, Kulturministeriets Udstillingssted, København
- 2001 Overflow. Traneudstilling, Gentofte Kunstbibliotek, Hellerup
- 1999 Farvefænomener. Bemalinger i dansk skulptur. Charlottenborg, København
- 1998 1+1. DCA Gallery, New York, USA
- 1998 Visual Luxury. Charlottenborg, København

## Andre hverv og tillidshverv
- 2007-11: Medlem af Bestyrelsen for Kunst på arbejdspladsen
- 2006-10: Medlem af Bestyrelsen for Kunstforeningen Gammel Strand
- 2003-04: Lektor i maleri på Kunstakademiets Grundskole, København

## Fodnoter
1. ↑  "Danske Malermestres Farvepris". Arkiveret fra originalen 2. maj 2012. Hentet 11. juni 2012.
2. ↑  Kilde: Karsten Ifversen: Tordenskrald i badeland. Tilbygning. Skodsborg Spa og Fitness. Politiken 19.2.2012
3. ↑  Kilde: Karsten Ifversen: Opskriften på en god folkeskole. Nørrebro Park Skole. Renovering og nybyggeri. Politiken 19.5.2012